# Essouvert
Essouvert is een gemeente in het Franse departement Charente-Maritime (regio Nouvelle-Aquitaine). De gemeente maakt deel uit van het arrondissement Saint-Jean-d'Angély. Essouvert is op 1 januari 2016 ontstaan door de fusie van de gemeenten La Benâte en Saint-Denis-du-Pin. De gemeente telde 1.029 inwoners op 1 januari 2022.

## Geografie
De oppervlakte van Essouvert bedroeg op 1 januari 2022 30,23 vierkante kilometer; de bevolkingsdichtheid was toen 34 inwoners per km².

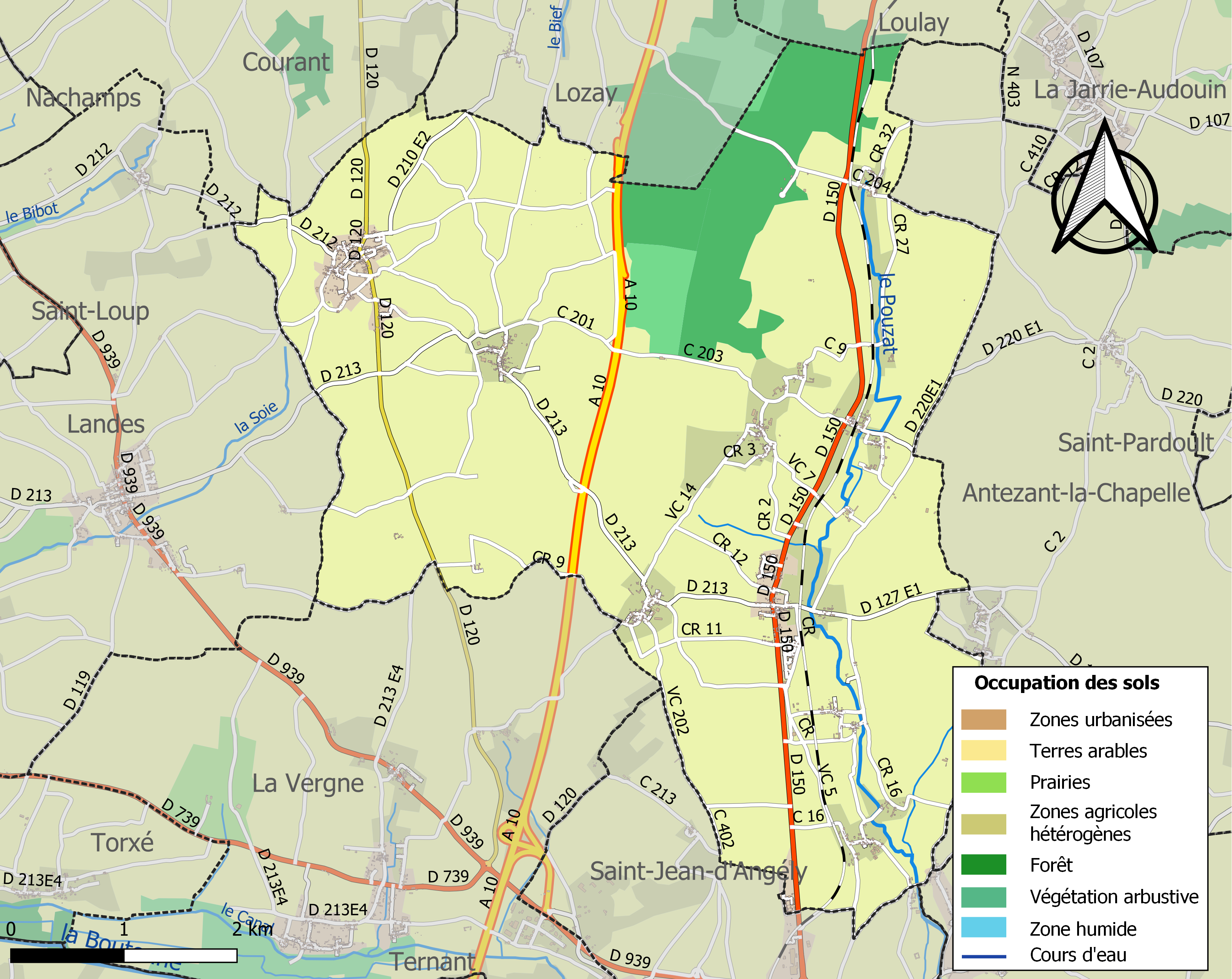
Kaart van Essouvert met grondgebruik en omgeving